# Constantin Iordachescu
Constantin Iordachescu, romunski general, * 1. april 1893, † 18. november 1950.